# Челмсфордский собор
Челмсфордский собор (англ. Chelmsford Cathedral) — кафедральный собор Церкви Англии диоцеза Челмсфорда. Находится в Челмсфорде в графстве Эссекс, Англия. Посвящён Деве Марии, апостолу Петру и святому Седду.

## История

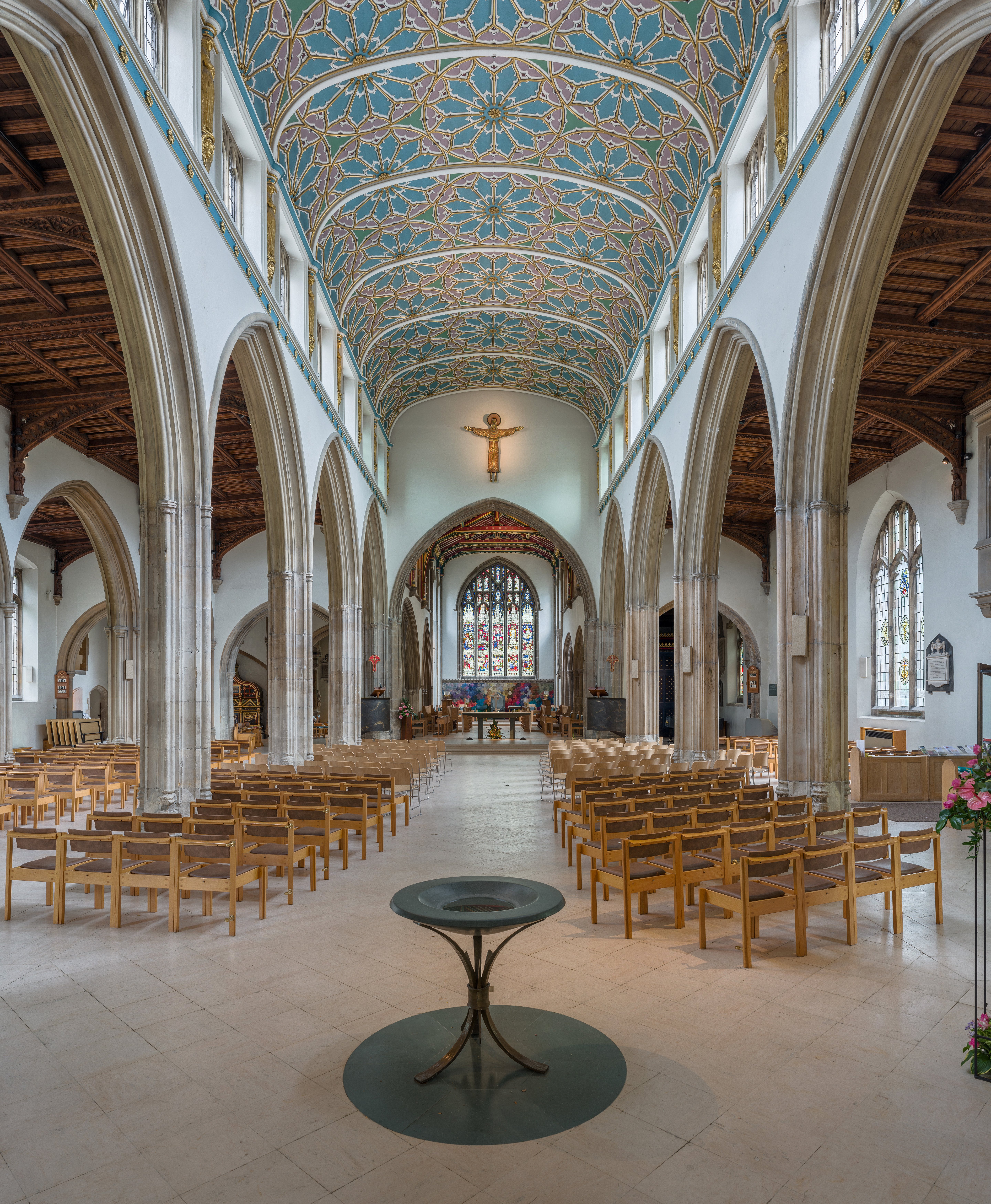
Неф

Первая церковь святой Марии Девы в Челмсфорде была построена вместе с городом 800 лет назад. Она была перестроена в XV и начале XVI века. Стены возвели из кремнёвого щебня, камня и кирпича. Неф был частично разрушен в 1800 году и был восстановлен архитектором графства Джоном Джонсоном, сохранив перпендикулярный дизайн, но с дополнением каменных опор, узоров и гипсового свода. Верхняя часть алтаря была перестроена в 1878 году.
Колокольня церкви содержит 13 колоколов, двенадцать из которых были отлиты компанией John Warner & Sons в Крипплгейте и освящены в 1913 году. В 1914 году церковь стала собором недавно созданной епархии Челмсфорда.
Южный вход был расширен в 1953 году в ознаменование англо-американской дружбы после Второй мировой войны и многочисленных американских лётчиков, дислоцированных в Эссексе. В 1954 году собор был дополнительно посвящён святым Петру и Седду. В 1983 году интерьер собора был полностью отремонтирован: перестелен пол, заменены скамьи, алтарь, епископский престол, купель и произведения искусства. В 1994 и 1995 годах были установлены два органа, в нефе и алтаре. Все витражи датируются XIX и XX веками.